# 云南波罗栎
云南波罗栎（学名：Quercus yunnanensis）为壳斗科栎属下的一个种。其种加词 yunnanensis 意为“云南的”。
现接受名为槲树云南亚种（Quercus dentata subsp. yunnanensis (Franch.) Menitsky, 1973）。